# Словарь терминов сумо
В глоссарии приведены распространённые термины сумо. Профессиональные соревнования по данному виду спорта проводятся только на его родине, в Японии, и на турнирах используется только японский язык. В ходе истории появился ряд терминов, в основном представляющих собой слова с несколькими корнями. Большинство из них нельзя перевести на другие языки одним словом, поэтому за пределами Японии используется оригинальная терминология. Отдельным разделом терминов сумо является список кимаритэ, состоящий из 88 понятий.
- Адзукари (預り) — ничья, результат, объявлявшийся, когда совещание судей (моноии) не могло однозначно определить победителя схватки. С 1928 года не используется, теперь в такой ситуации назначается повторная схватка (торинаоси).

- Бандзукэ (番付) — ранжирующий рикиси список, публикуемый Японской ассоциацией сумо накануне басё.

- Басё (場所 матч, соревнования) — турнир в профессиональном сумо; проводится каждый нечётный месяц года в шести дивизионах.

- Гёдзи (行司) — рефери на дохё.

- Гиносё (技能賞) — приз за техническое совершенство, один из сансё.

- Гумбай (軍配) — веер гёдзи, используемый для подачи сигналов.

- Данпацу-сики — формальная церемония завершения карьеры сумоиста, в ходе которой срезается пучок волос на его голове.

- Дзёнидан (序二段, вторая ступень) — пятый дивизион профессионального сумо (второй снизу).

- Дзёнокути (序の口, пролог) — шестой и низший дивизион профессионального сумо.

- Дзэнсё — победа рикиси во всех схватках басё.

- Дзюнъюсё — (準優勝) — второе место на басё, результат, следующий сразу после результата победителя.

- Дзюрё (十両, десять рё) — второй элитный дивизион профессионального сумо, состоящий из 28 рикиси.

- Дохё (土俵) — глиняная площадка для схваток, посыпанная песком.

- Дохё-ири (土俵入り) — церемония выхода на дохё, выполняемая борцами двух высших дивизионов каждый день перед началом схваток на басё

- Ёбидаси (呼出) — официальное лицо при дохё, вызывающее рикиси на площадку и выполняющее иные вспомогательные действия.

- Ёкодзуна (横綱, чемпион по сумо) — высший ранг борца сумо.

- Интай — отставка, завершение карьеры.

- Итимон — объединение хэя, сотрудничающих между собой.

- Кадобан (角番) — временный статус одзэки, получившего макэкоси; в случае повторения макэкоси на следующем басё он понижается в сэкивакэ, в случае катикоси — возвращает полноценное звание одзэки.

- Кантосё (敢闘賞) — приз за боевой дух, один из сансё.

- Катикоси (勝ち越し) — превышение числа побед рикиси за басё над числом поражений.

- Кимаритэ — приём, приносящий победу.

- Кимбоси (金星, золотая звезда) — награда мэгасире за победу над ёкодзуной.

- Комусуби (小結) — четвёртый ранг борца в иерархии профессионального сумо; низший в санъяку.

- Кэнсё — конверт с призовыми деньгами, вручаемый победителю схватки.

- Маваси (廻し) — пояс и набедренная повязка рикиси.

- Макусита (幕下, под занавесом) — третий дивизион профессионального сумо.

- Макусита-цукэдаси (幕下付け出し) — борец, добившийся успехов в любительском сумо и получивший разрешение начать выступления в профессиональном сумо с дивизиона макусита. С 1966 по 2001 эта позиция приравнивалась к 60-й позиции в дивизионе макусита, с 2001 года она соответствует 15-й или 10-й (в случае особых успехов).

- Макуути (幕内, внутри занавеса) — высший дивизион профессионального сумо, состоящий из 42 сильнейших рикиси.

- Макэкоси (負け越し) — превышение числа поражений рикиси за басё над числом побед.

- Матта — фальстарт.

- Маэгасира (前頭, передние) — низший и самый многочисленный ранг борца в макуути.

- Моноии (物言い) — совещание гёдзи и симпан для определения победителя схватки в неочевидном случае.

- Ниси (запад) — рикиси, представляющий в схватке запад.

- Одзумо (大相撲 большое сумо) — профессиональное сумо.

- Одзэки (大関) — второй ранг борца в иерархии профессионального сумо.

- Ояката (親方) — обладатель одной из 105 именных лицензий, глава хэя или тренер сумо.

- Рикиси (力士, сильный муж) — распространённое наименование борца профессионального сумо.

- Сандаммэ (三段目, третья ступень) — четвёртый дивизион профессионального сумо (третий снизу).

- Сансё (三賞, три приза) — три специальных приза в макуути, вручаемые борцу с рангом не выше сэкивакэ.

- Санъяку (三役, три ранга) — собирательная категория для рангов высших рангов макуути: ёкодзуна, одзэки, сэкивакэ и комусуби.

- Сикирисэн — стартовая линия на дохё

- Сикона (四股名) — профессиональный псевдоним рикиси.

- Симпан (審判) — один из пяти линейных судей при дохё.

- Синитай (死に体, мёртвое тело) — ситуация, когда проводящий кимаритэ рикиси первым падает или выходит за пределы круга, в то время как второй рикиси безнадёжно проигрывает, но ещё не приземлился после приёма противника; при констатации синитая судьи отдают победу атаковавшему борцу.

- Сумотори (相撲取) — борец сумо.

- Сэкивакэ (関脇) — третий ранг борца в иерархии профессионального сумо.

- Сэкитори (関取) — борец одного из двух элитных дивизионов сумо.

- Сюкунсё (殊勲賞) — приз за выдающееся выступление, один из сансё.

- Татиай (立合い) — стартовый рывок в схватке.

- Тиритёдзу — ритуал, комплекс действий рикиси перед схваткой на дохё.

- Фусэнсё (不戦勝) — техническая победа из-за неявки соперника.

- Харидаси (張り出し) — обозначение «дополнительных» позиций в бандзукэ, использовалось в случае, если борцов какого-либо ранга больше двух. Как правило, применялось для санъяку, но в бандзукэ на ноябрьское басё 1980 года была позиция 2-го маэгасиры-харидаси, в дополнение к двум обычным позициям этого ранга. После 1994 года не используется.

- Хигаси (восток) — рикиси, представляющий в схватке восток.

- Хэнка — уклонение от столкновения при татиай; не запрещено, но часто критикуется как недостойная рикиси уловка.

- Хэя (部屋, помещение) — школа и команда рикиси в профессиональном сумо.

- Юсё (優勝) — победа на басё в любом дивизионе профессионального сумо.